# Torneo di Wimbledon 1888 - Doppio maschile
Sono tornati a competere dopo un anno di assenza i gemelli William ed Ernest Renshaw che hanno dominato il torneo preliminare senza concedere set agli avversari mentre nel Challenge Round hanno rimontato uno svantaggio di due set ai detentori del titolo Herbert Wilberforce e Patrick Bowes-Lyon per concludere l'incontro con il punteggio di 2-6, 1-6, 6-3, 6-4, 6-3.
È stato il quarto titolo sui campi londinesi per la coppia formata dai gemelli Renshaw.

## Tabellone

### Legenda
| - Q = Qualificato - WC = Wild card - LL = Lucky loser | - ALT = Alternate - SE = Special Exempt - PR = Protected Ranking | - w/o = Walkover - r = Ritirato - d = Squalificato |

### Challenge Round
|  | Challenge Round                        |                                        |   |   |   |   |   |  |
|  |                                        |                                        |   |   |   |   |   |  |
|  | Ernest Renshaw William Renshaw         | Ernest Renshaw William Renshaw         | 2 | 1 | 6 | 6 | 6 |  |
|  | Patrick Bowes-Lyon Herbert Wilberforce | Patrick Bowes-Lyon Herbert Wilberforce | 6 | 6 | 3 | 4 | 3 |  |

### Turni preliminari
|  | Ottavi di finale          | Ottavi di finale          | Ottavi di finale          | Ottavi di finale     | Ottavi di finale | Ottavi di finale | Ottavi di finale |  |  | Quarti di finale         | Quarti di finale         | Quarti di finale      | Quarti di finale      | Quarti di finale      | Quarti di finale      | Quarti di finale |   |   | Semifinali          | Semifinali          | Semifinali          | Semifinali          | Semifinali          | Semifinali          | Semifinali |   |   | Finale | Finale | Finale | Finale | Finale | Finale | Finale |  |
|  |                           |                           |                           |                      |                  |                  |                  |  |  |                          |                          |                       |                       |                       |                       |                  |   |   |                     |                     |                     |                     |                     |                     |            |   |   |        |        |        |        |        |        |        |  |
|  |                           |                           |                           |                      |                  |                  |                  |  |  | G E Brown P B Brown      | G E Brown P B Brown      | G E Brown P B Brown   | G E Brown P B Brown   | 6                     | 6                     | 9                |   |   |                     |                     |                     |                     |                     |                     |            |   |   |        |        |        |        |        |        |        |  |
|  |                           |                           |                           |                      |                  |                  |                  |  |  | O Milne W Milne          | O Milne W Milne          | O Milne W Milne       | O Milne W Milne       | 2                     | 4                     | 7                |   |   |                     |                     |                     |                     |                     |                     |            |   |   |        |        |        |        |        |        |        |  |
|  |                           |                           |                           |                      |                  |                  |                  |  |  |                          |                          |                       |                       |                       |                       |                  |   |   | G E Brown P B Brown | G E Brown P B Brown | G E Brown P B Brown | G E Brown P B Brown | 4                   | 6                   | 2          |   |   |        |        |        |        |        |        |        |  |
|  | H Grove T S Campion       | H Grove T S Campion       | H Grove T S Campion       | H Grove T S Campion  | 6                | 6                | 7                |  |  |                          |                          | E Renshaw W Renshaw   | E Renshaw W Renshaw   | E Renshaw W Renshaw   | E Renshaw W Renshaw   | 6                | 8 | 6 |                     |                     |                     |                     |                     |                     |            |   |   |        |        |        |        |        |        |        |  |
|  | W Taylor G Hillyard       | W Taylor G Hillyard       | W Taylor G Hillyard       | W Taylor G Hillyard  | 4                | 2                | 5                |  |  | H Grove T S Campion      | H Grove T S Campion      | H Grove T S Campion   | H Grove T S Campion   | 4                     | 1                     | 6                |   |   |                     |                     |                     |                     |                     |                     |            |   |   |        |        |        |        |        |        |        |  |
|  | E Renshaw W Renshaw       | E Renshaw W Renshaw       | E Renshaw W Renshaw       | E Renshaw W Renshaw  | 7                | 6                | 6                |  |  | E Renshaw W Renshaw      | E Renshaw W Renshaw      | E Renshaw W Renshaw   | E Renshaw W Renshaw   | 6                     | 6                     | 8                |   |   |                     |                     |                     |                     |                     |                     |            |   |   |        |        |        |        |        |        |        |  |
|  | A Stanley C Cazalet       | A Stanley C Cazalet       | A Stanley C Cazalet       | A Stanley C Cazalet  | 5                | 4                | 4                |  |  |                          |                          |                       |                       |                       |                       |                  |   |   | E Renshaw W Renshaw | E Renshaw W Renshaw | E Renshaw W Renshaw | E Renshaw W Renshaw | 6                   | 6                   | 6          |   |   |        |        |        |        |        |        |        |  |
|  | E G Meers A G Ziffo       | E G Meers A G Ziffo       | E G Meers A G Ziffo       | E G Meers A G Ziffo  | 6                | 7                | 6                |  |  |                          |                          |                       |                       |                       |                       |                  |   |   |                     |                     | E G Meers A G Ziffo | E G Meers A G Ziffo | E G Meers A G Ziffo | E G Meers A G Ziffo | 3          | 2 | 2 |        |        |        |        |        |        |        |  |
|  | Arthur Gore F W Gore      | Arthur Gore F W Gore      | Arthur Gore F W Gore      | Arthur Gore F W Gore | 4                | 5                | 3                |  |  | E G Meers A G Ziffo      | E G Meers A G Ziffo      | E G Meers A G Ziffo   | E G Meers A G Ziffo   | E G Meers A G Ziffo   | E G Meers A G Ziffo   | w/o              |   |   |                     |                     |                     |                     |                     |                     |            |   |   |        |        |        |        |        |        |        |  |
|  | H S Barlow A E Walker     | H S Barlow A E Walker     | H S Barlow A E Walker     | 4                    | 6                | 11               | 7                |  |  | H S Barlow A E Walker    | H S Barlow A E Walker    | H S Barlow A E Walker | H S Barlow A E Walker | H S Barlow A E Walker | H S Barlow A E Walker |                  |   |   |                     |                     |                     |                     |                     |                     |            |   |   |        |        |        |        |        |        |        |  |
|  | H S Scrivener H W Carlton | H S Scrivener H W Carlton | H S Scrivener H W Carlton | 6                    | 0                | 9                | 5                |  |  |                          |                          |                       |                       |                       |                       |                  |   |   | E G Meers A G Ziffo | E G Meers A G Ziffo | E G Meers A G Ziffo | E G Meers A G Ziffo | 6                   | 7                   |            |   |   |        |        |        |        |        |        |        |  |
|  |                           |                           |                           |                      |                  |                  |                  |  |  |                          |                          | H Chipp C E Farrer    | H Chipp C E Farrer    | H Chipp C E Farrer    | H Chipp C E Farrer    | 2                | 5 | r |                     |                     |                     |                     |                     |                     |            |   |   |        |        |        |        |        |        |        |  |
|  |                           |                           |                           |                      |                  |                  |                  |  |  | H Chipp C E Farrer       | H Chipp C E Farrer       | 6                     | 4                     | 3                     | 7                     | 10               |   |   |                     |                     |                     |                     |                     |                     |            |   |   |        |        |        |        |        |        |        |  |
|  |                           |                           |                           |                      |                  |                  |                  |  |  | G M Mewburn H Wilson-Fox | G M Mewburn H Wilson-Fox | 4                     | 6                     | 6                     | 5                     | 8                |   |   |                     |                     |                     |                     |                     |                     |            |   |   |        |        |        |        |        |        |        |  |